# Tamir Galanov
Belik Galanov –conocido como Tamir Galanov; en ruso, Тамир Галанов– (Kizhingá, URSS, 14 de febrero de 1980) es un deportista ruso, de origen buriato, que compitió en boxeo.
Ganó una medalla de bronce en el Campeonato Mundial de Boxeo Aficionado de 2017 y una medalla de plata en el Campeonato Europeo de Boxeo Aficionado de 2011.

## Palmarés internacional
| Campeonato Mundial | Campeonato Mundial  | Campeonato Mundial | Campeonato Mundial |
| Año                | Lugar               | Medalla            | Categoría          |
| ------------------ | ------------------- | ------------------ | ------------------ |
| 2017               | Hamburgo (Alemania) | Medalla de bronce  | 52 kg              |
| Campeonato Europeo |                     |                    |                    |
| Año                | Lugar               | Medalla            | Categoría          |
| 2011               | Ankara (Turquía)    | Medalla de plata   | 49 kg              |